# Il mio gioco preferito: parte prima
Il mio gioco preferito: parte prima è il quattordicesimo album in studio del cantautore italiano Nek, pubblicato il 10 maggio 2019.

## Tracce
1. La storia del mondo – 3:28 (Nek, Giulia Anania, Andrea Bonomo, Luca Chiaravalli, Davide Simonetta)
2. Mi farò trovare pronto – 3:00 (Nek, Paolo Antonacci, Luca Chiaravalli)
3. Alza la radio – 3:29 (Nek, Andrea Bonomo, Andrea Vigentini)
4. Cosa ci ha fatto l'amore – 3:30 (Nek, Davide Simonetta, Alex Andrea Vella)
5. Il mio gioco preferito – 2:50 (Nek, Andrea Bonomo, Gianluigi Fazio)
6. Musica sotto le bombe – 2:48 (Nek, Andrea Bonomo, Gianluigi Fazio)
7. Mi farò trovare pronto (di fronte a te) (con Neri Marcorè) – 2:55 (Nek, Paolo Antonacci, Luca Chiaravalli, Neri Marcorè)